# 武藤山治 (実業家)
武藤 山治（むとう さんじ、1867年4月5日（慶応3年3月1日） - 1934年（昭和9年）3月10日）は、明治・大正・昭和前期の経営者、労務管理思想家、言論人、衆議院議員（3期）。
『博聞雑誌』を創刊した後、三井財閥に招聘されて経営に携わり、「紡績王」と呼ばれた。「経営家族主義」と「温情主義」を提唱・実践して日本的経営論を考案した。
晩年は実業同志会（後に国民同志会）を結成して政界に進出し、衆議院議員を3期務めた。また、『時事新報』の編集者として、渋沢栄一の系譜に繋がる政商や、徳富蘇峰などの御用新聞記者を攻撃。「政・財・官」の癒着を次々と暴き、連載『番町会を暴く』で帝人事件を告発した。このために権力者から付け狙われ、1934年（昭和9年）3月に銃撃されて死去した。

## 経歴

### 誕生
1867年4月5日（慶応3年3月1日）、尾張国海部郡鍋田村字松名新田（現・愛知県弥富市）の佐野治右衛門邸に生まれた。母親の実家で初産を行う慣例による。母はたね。出生時の姓は佐久間。原籍地は美濃国海津郡海西村蛇池（現・海津市平田町蛇池）である。
佐久間家は尾張藩の庄屋や豪農を代々務める家系で、その長男として生まれた。山治の名は、学究肌でもあった父親の佐久間国三郎が論語から取ったと言われる。

### 青年期
7歳のときに今尾尋常小学校に入学すると、幼くして儒学を学んだ。頼山陽の『日本外史』を読破して絵画をよくし、国文学の才能をあらわしていた。父に薦められて福澤諭吉の『西洋事情』を読んで崇拝の念を抱き、父から慶應義塾への進学を勧められた。1881年（明治14年）に上京して慶應義塾の本科に入学し、1884年（明治17年）に慶應義塾大学本科を卒業。
1885年（明治18年）より3年間和田豊治、桑原虎治とともにアメリカに留学した。帰国後の1887年（明治20年）に親戚の武藤松右衛門の養子となり、武藤姓となった。アメリカでは葉巻煙草製造工場の見習職工として、皿洗い・庭師・日雇い労働者として働いた。同じ工場では平野勇造も働いており、帰国後には武藤が平野に対して鐘紡兵庫工場の設計を依頼している。

### 出版業、自由民権運動、三井銀行時代
帰国後、東京銀座の横町に日本で初めての広告取扱業「新聞広告取扱所」をおこす。雑誌『博聞雑誌』を橘良平と共に発刊し、全国各地で販売された。続いて英字新聞社の『ジャパンガゼット新聞社』に入社し、翻訳記者となる。しかしまもなく、福沢諭吉の紹介で後藤象二郎の知遇を得て秘書となり、「大同団結運動」に参加。「丁亥倶楽部」が結成されると、主筆のターナーと共に『ガゼット』紙で運動を支援した。
民権運動が終結するとガゼット社を辞し、1888年（明治21年）にドイツ人・イリスの経営するイリス商会に入社し、1892年（明治25年）秋まで勤務して陸海軍向けの武器商品を取り扱った。岡本貞烋の紹介により、1893年（明治26年）に三井銀行に入社し、のちに神戸支店副支配人となった。三井銀行本店支配人の斎藤専蔵とのちの男爵・三井高保、中上川彦次郎の下で三井財閥の改革の一翼を担う。中上川の下、朝吹英二、津田興二、村上定、野口寅次郎、小林一三、菊本直次郎、西松喬と並んで重用され、中上川の死去後の三井財閥総帥となった益田孝や早川千吉郎の下でも側近として活躍することになる。

### 鐘紡時代
1894年（明治27年）に三井銀行の命により、鐘淵紡績兵庫分工場支配人に就任。前身の「東京綿商社」の業績悪化を改善するために、農商務省の技師・谷口直貞を顧問技師に雇い、取締役・奥田小三郎と共にイギリスに派遣して設備の購入にあたらせた。武藤は対中国輸出を推進し、日清戦争期による急速な膨張と発展を担うことになる。「紡績連合会」は戦後に綿花輸入税撤廃を政府に働きかけるなど、紡績業は飛躍的に発展しようとしていた。北清事変後の不況期においても殿様経営をせずに、質素倹約をモットーとする大阪商人の精神を学んだ。
職工優遇を最善の投資と考え、「温情主義」を実践。『紡績大合同論』を主張して、1899年（明治32年）に中国の上海紡績を傘下に収めたのに次いで、国内の紡績業界会社を次々に吸収合併。鐘紡は、一躍国内トップクラスの企業へと進化していった。1902年（明治35年）には紡績所内に乳児保育所や女学校を設け、女工を尊重して福利厚生に努めた。鐘紡では日本初となる社内報を発行した。また、鐘紡共済組合を設置し、中小業者と結んで営業税の廃止を求める営業税反対運動にも参加した。
更に1904年（明治37年）には兵庫工場に綿布の試験工場を設け、福原八郎を主任として各種織機の比較研究を行う。この研究所の中には豊田佐吉が出入りし、日本最初の力織機に改良を加えて豊田の自動織機を据え付けて発明を援助し続けた。
日露戦争後の好況期には多角化に乗り出し、ガス糸・絹糸などに進出。井上馨の手回しにより、1906年（明治39年）に一時、鈴木久五郎による鐘紡株買占めにより、一時鐘紡を辞職。鈴木が経営失敗に陥ると、安田銀行に株が移った。1908年（明治41年）にはすぐさま鐘紡に再入社して専務取締役に復帰。1919年（大正8年）にはアメリカのワシントンD.C.で開催された第1回国際労働会議（ILO総会）に資本家代表として出席。ドイツのクルップなどで、武藤の経営手法が模倣されていった。この際にはかつての留学先であるパシフィック大学に立ち寄り、東洋関係の書籍を寄贈した。パシフィック大学図書館には武藤ルームが設置されている。1920年（大正9年）1月に帰国した。
武藤山治の推薦により、兵庫の名門である北風家の北風七郎助を味の素の川崎工場長に送り込んだが、北風は味の素の従来勢力と話が合わず、約1年で工場長を辞任している。武藤は呉錦堂の商才に着目して鐘紡の役員とし、須磨の別邸及び近隣の呉錦堂所有の移情閣で連絡を取っていたとされる。呉錦堂は孫文が革命を起こす資金を支援した人物である。
1919年（大正8年）1月15日には大日本実業組合連合会を組織し、推薦されて委員長に就任した。1921年（大正10年）7月23日、鐘紡取締役社長に就任した。1930年（昭和5年）鐘紡社長を辞任し、相談役に就任した。

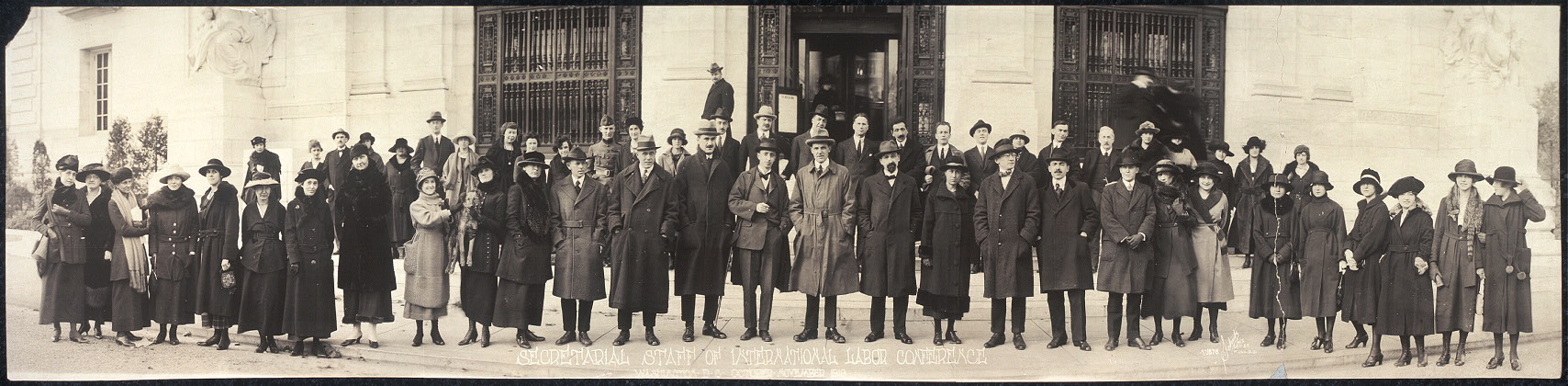
第1回国際労働会議

### 政界進出
法学者の江木衷が序文を担当して『政治一新論』を著し、日本銀行の独立、鉄道・電話・煙草の民営化、総理大臣公選などを論じた。1923年（大正12年）4月23日、政界浄化による階級闘争防止と経済的自由主義に基づく“安価な政府”実現を目指すべく、大阪に実業同志会（後の国民同志会）を創立し、推薦されて会長に就任した。
1924年（大正13年）5月、鐘紡の株主一同の承認を受け、実業同志会より大阪市南区選挙区から第15回衆議院議員総選挙に立候補した。武藤を含む11名が実業同志会から当選している。国会では軍事救護法の成立に尽力し、1925年（大正14年）には雑誌『公民講座』を創刊。1928年（昭和3年）5月には再び大阪市南区選挙区から第16回衆議院議員総選挙に立候補し、武藤、千葉三郎、河崎助太郎、松井文太郎の4名が当選した。実業同志会は立憲政友会と立憲民政党に次ぐ第3党となり、議会でキャスティングボートを握った。
1928年（昭和3年）4月19日、ブラジル移民推進のために南米拓殖会社発起人総代となった。同年11月14日、兵役義務者廃兵待遇審議会委員に任命された。1930年（昭和5年）4月21日には衆議院において金解禁について井上準之助蔵相に鋭い質問を行った。同年5月には再び大阪市南区選挙区から第17回衆議院議員総選挙に立候補し、国民同志会からは武藤を含む6名が当選した。
1932年（昭和7年）1月には帝国議会が解散し、同時に政界を引退した。国民の政治教育のために私財を投じ、國民會館（国民会館、現・公益社団法人國民會館）を設立した。

### 時事新報社

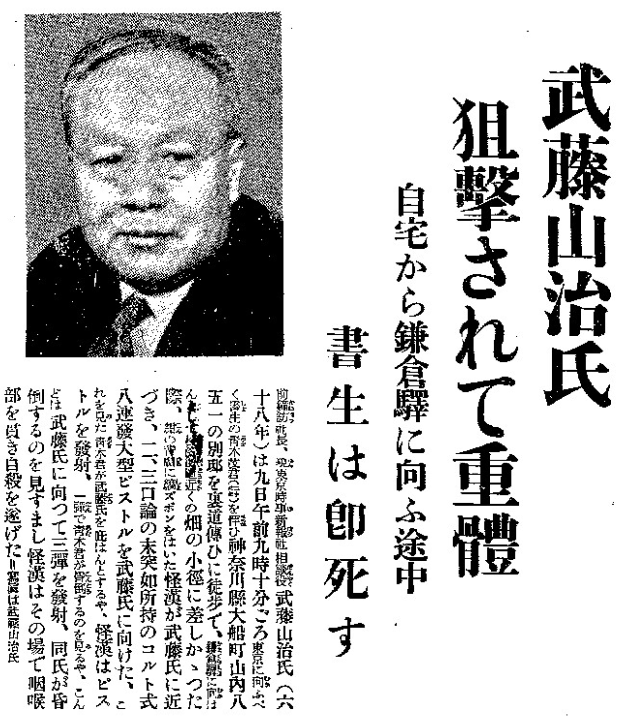
武藤の銃撃を報じる大阪毎日新聞の記事

1932年（昭和7年）4月には時事新報社に入社し、経営担当者に就任した。関東大震災後に経営赤字に陥っていた同社で「思ふまま」及び「月曜論説」の執筆を担当して、経営黒字に乗せることに成功した。金子直吉・藤田謙一らの帝人株のインサイダー取引に着眼し、鳩山一郎・中島久万吉・三土忠造ら政界関係者と「番町会」（郷誠之助・正力松太郎・小林中・河合良成・長崎英造・永野護）の暗躍を次々とスクープする。
出し抜かれた鈴木商店の金子がからくりを『時事新報』に口外し始め、「番町会を暴く」の連載を開始した。「シーメンス事件」以来の大型社会問題へと発展していき、ついに帝人事件が明るみに出ることになった。しかし、この事件の主任検事である黒田越朗が公判中に殉職するなど、複雑怪奇な事件として官僚の暗部が浮き彫りとなった。

### 銃撃と死去
帝人事件の疑惑報道の直後の1934年（昭和9年）3月9日、神奈川県鎌倉郡大船町山内の北鎌倉台山にある別邸を出たところで、福島新吉に銃撃されて5発の弾丸を受けた。武藤をかばった書生の青木茂は銃弾を受けて即死し、武藤自身は翌日の3月10日に死去した。福島は福岡県出身の元外交員で失業者である。福島は武藤を銃撃した場で自身の咽喉部を撃って自殺した。
一説には、福島が番町会系の人物や弁護士と接触していたことからバックに番町会がいたとか、火葬場はすべて公営とすべきという福島の意見に同感し新聞に掲載したことの和解金をめぐるいざこざがあったと言われるが、福島がその場で自殺したため動機は未だ不明となっている。また福島は他殺という疑惑も存在した。

### 死後

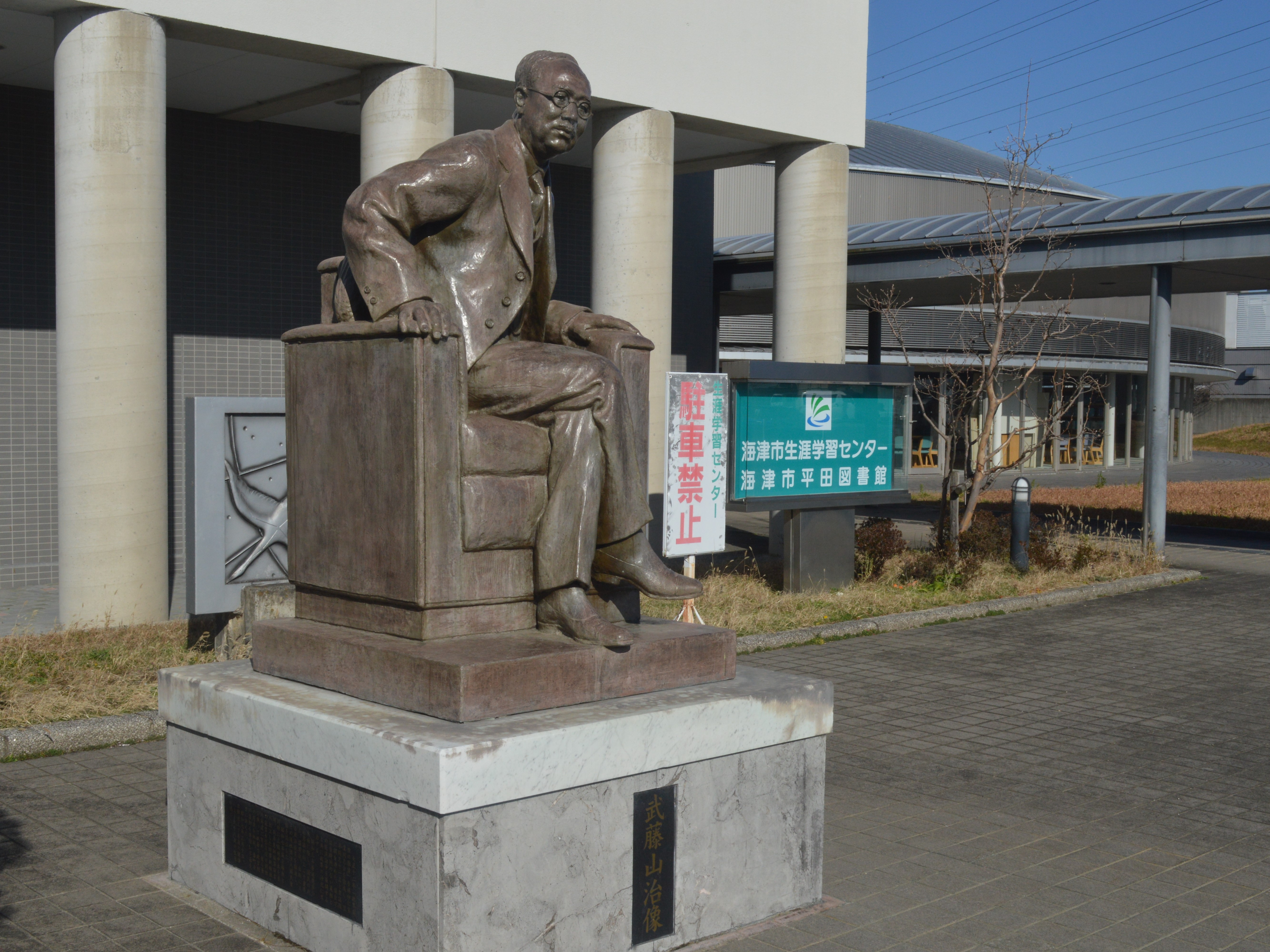
海津市生涯学習センターの銅像

1936年（昭和11年）、彫刻家の朝倉文夫が武藤の銅像を製作し、鐘紡兵庫工場の武藤記念館に飾られた。太平洋戦争時の空襲では銅像も被害を受け、その後は鐘紡本社や研究所などを転々とした。さらに鐘紡の経営難により倉庫にしまわれていたが、2006年（平成18年）には銅像が故郷の海津市に寄贈され、海津市生涯学習センター敷地内に設置された。
大阪市中央区の國民會館エントランスホールには武藤山治記念室が設置されている。

## 著書
- 『米国移住論』丸善書舗、1887年
- 『紡績大合同論』大日本綿糸紡績同業連合会、1901年
- 『政治一新論』ダイヤモンド社、1921年
- 『政界革新運動と実業同志会』実業同志会、1923年
- 『通俗政治経済問答』実業同志会、1923年
- 『政治改造運動』改造社、1924年
- 『実業読本』日本評論社、1926年
- 『実業政治 吾々もし政局に立たば』日本評論社、1926年
- 『軍人優遇論』ダイヤモンド社、1927年
- 『彙報 別冊 第20号』
- 『コブデン・ブライト二大名演説 附・英国穀物条例廃止運動経過大要』
- 『職工から大臣へ』
- 『実業と道徳』

上記は国立国会図書館デジタルコレクションで公開されている。
- 『博聞雑誌』博聞雑誌社、1887年
- 『醒めたる力』実業同志会、1924年
- 『普選のススメ』日本評論社、1926年
- 『絵入小学読本』実業同志会政治教育部、1928年
- 『経済小言』ダイヤモンド社、1929年
- 『井上蔵相の錯覚』東洋経済新報社、1930年
- 『続経済小言』改造社、1931年
- 『金輸出再禁止』千倉書房、1931年
- 『我財界の緊急対策』千倉書房、1932年
- 『武藤山治百話』大日本雄弁会講談社、1933年
- 『思うまゝ』ダイヤモンド社、1934年
- 『私の身の上話』武藤家、1934年
- 『通俗実経済の話』時事新報社、1934年
- 武藤山治全集刊行会『武藤山治全集　第一～八巻・増補』新樹社、1963年～1968年

## 人物・逸話
- 日本の重要な外貨獲得手段としての絹業を重視し、絹業立国論を唱えていた[12]。
- マルクス経済学者の河上肇が『社会問題研究』において武藤に論争を仕掛けたが、最終的に河上が非を認めて論争は打ち切られた[13]。
- 経済学者の福田徳三とは知己の仲であり、福田は終始武藤の政策ブレーンとなった。
- 水墨画や書道にも知悉し、仏教美術など古美術品の蒐集を趣味とした。『蕪村画集』を発行している。
- 貴族院勅選議員を辞退して終始在野にあることを信条とした。

## 栄典
- 1910年（明治43年）5月4日 - 藍綬褒章[2]
- 1915年（大正4年）11月6日 - 正六位[2]
- 1924年（大正13年）2月11日 - 従五位[2]
- 1934年（昭和9年）3月14日 - 正五位[2]

## 家族
- 父：佐久間国三郎 - 弘化2年（1845年）、美濃国海津郡海西村蛇池の豪農の子として生まれ、漢学を学んだのち農業の傍ら独学に励み、1879年（明治12年）に海西村会議員に、1882年（明治15年）に岐阜県会議員に就任した。1893年（明治26年）に岐阜県会議長を1年務めたのち、1898年（明治31年）に岐阜県三区選出の衆議院議員に就任した[3][14][15]。
- 母：たね
- 義父：武藤松右衛門 - 1887年（明治20年）に養子縁組。
  - 本人：武藤山治
  - 妻：福原チセ - 父は福原節介。祖父は長州萩藩士で神官の福原周峰[16]。京都府立京都第一女学校（現・京都府立鴨沂高等学校）卒。
    - 長女：武藤蝶 - 夫は山治の三井時代の上司で終生後ろ盾となった中上川彦次郎の三男・中上川三郎治。京都第一女学校卒。
    - 長男：武藤金太 - 美術史家[17]。慶応義塾卒業。
    - 次女：武藤二三子 - 兵庫県立神戸高等女学校（現・兵庫県立神戸高等学校）卒業。夫の八木幸吉は鐘紡の糸を一手に扱った繊維商社八木商会創業者・八木与三郎の次男で二三子とは幼馴染、鐘紡兵庫工場長から山治の秘書となり衆議院議員・参議院議員となった[18][19]。
    - 次男：武藤絲治 - 鐘紡社長。慶応義塾普通部で学んだ後、イギリスのファンレー塾に留学。帰国後、山治の秘書を務めた後に、鐘紡の養蚕部門関連会社である昭和産業に入社。昭和産業と鐘紡の合併にともない、鐘紡に入社[20]。
    - 三女：武藤勝子 - 聖心女子学院卒業。夫は外交官の吉沢清次郎。

## 旧武藤邸

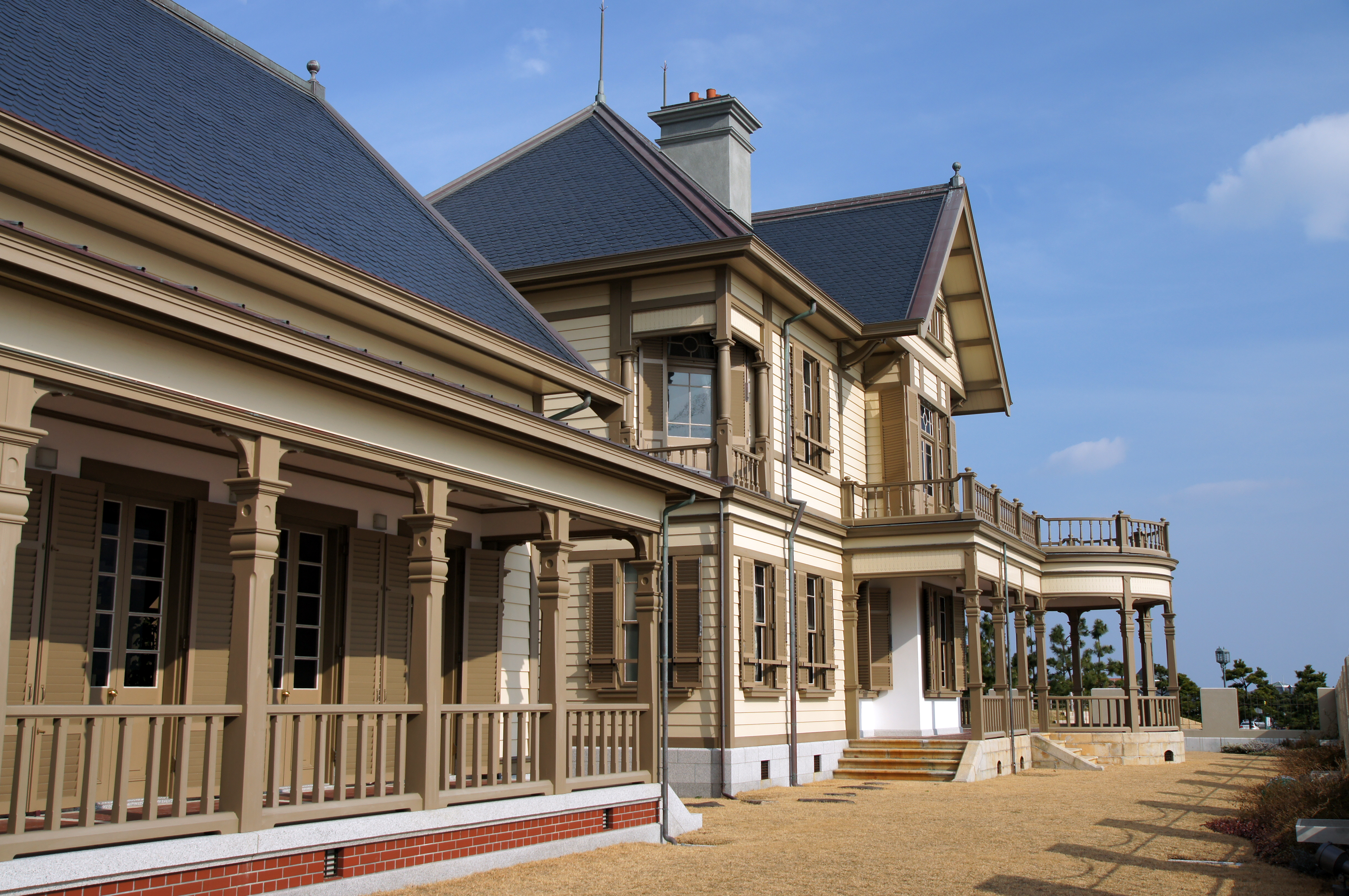
旧武藤家別邸洋館

### 歴史
1907年（明治40年）には兵庫県神戸市の舞子海岸に旧武藤山治邸が建てられた。
武藤の没後、1937年（昭和12年）に武藤家から鐘紡に寄贈され、社員の厚生施設「鐘紡舞子倶楽部」として利用されていた。しかし明石海峡大橋建設に伴う国道2号の拡幅工事のため、1995年（平成7年）に和館は取り壊され西洋館のみが現在の垂水区狩口台7丁目に移築された。
2007年（平成19年）3月、兵庫県は建物とともに家具・絵画及び蔵書等調度品についてカネボウより寄贈を受けた。2008年（平成20年）から舞子公園内に移築工事が行われ、2010年（平成22年）11月工事は完了し、2011年（平成22年）に国の登録有形文化財に登録された。

### 建築
木造2階建コロニアル様式の洋風建築である。建物は外観は移築時に一部新材にて再現されているものの、内部の仕上げ材や家具調度品は往時のまま保存されており、明治期の西洋館の住宅形式や生活様式を窺うことができる貴重な建物である。
設計は当時横河工務所に在籍していた大熊喜邦 が担当した。もとは西洋館と和館が並立しており、特に西洋館は隣に並んで建つ移情閣とともに地域のランドマークとして親しまれていた。同じ年に、娘婿の父親であり昵懇の仕事仲間でもあった八木与三郎も舞子に別荘を建てていた。
同じ公園内には移情閣（国の重要文化財）や旧木下家住宅（国の登録有形文化財）、近隣に舞子ホテル（旧日下部邸）などの歴史的建造物が集中している。